# Nicasio Tangol
Nicasio Tangol (Añihué, archipiélago de Chiloé, 1906-1981) fue un escritor chileno.
Estudió Pedagogía en Artes Manuales en la Universidad de Chile. Destacó por sus obras literarias inspiradas en el extremo sur de Chile, revelando en sus obras las costumbres, creencias e historias de Chiloé, y destacando su labor de describir la cultura de los pueblos aborígenes de la Patagonia chilena. En 1966 fue galardonado con el Premio Municipal de Santiago en la categoría cuento.

## Obras
Entre las obras de Nicasio Tangol destacó «Mayachka», que retrató la cultura de los pueblos fueguinos: selknam,, yaganes y kawésqar. Asimismo destacó su «Diccionario etimológico chilote», que contiene alrededor de mil quinientos vocablos del castellano chilote con su respectiva etimología, siendo ganadora del primer premio de ensayo en el Concurso Pedro de Oña de 1967, y segundo premio de ensayo en el Concurso Gabriela Mistral del mismo año.
Cronología de sus obras
- 1944 - «Huipampa, tierra de sonámbulos»
- 1946 - «Las bodas del grillo»
- 1950 - «Carbón y orquídeas»
- 1955 - «La tenquita de cantarranas»
- 1958 - «La plegaria de las bestias»
- 1965 - «Mayachka»
- 1970 - «Kuanyip»
- 1971 - «Mitos y leyendas del archipiélago»
- 1972 - «Chiloé archipiélago mágico»
- 1976 - «Diccionario etimológico chilote»